# Pierre Hébrard
Pour les articles homonymes, voir Hébrard.
 (septembre 2018).
Pierre Hébrard dit Hébrard du Fau, est un magistrat et homme politique français né le 29 avril 1750 à Aurillac et mort le 1er mars 1802 dans la même ville.  
Élu député aux États généraux en 1789, il fut président du tribunal criminel d'Aurillac jusqu'à sa destitution par Joseph-Mathurin Musset, représentant du peuple en mission, le 25 brumaire an III (15 novembre 1794).  

## Avant la révolution
Il est le fils de Pierre Hébrard (1721-1782), avocat au bailliage d'Aurillac et consul de cette ville, et de Françoise Fraissi, dame du Fau à Marmanhac. Il devient lui-même avocat, puis succède à son beau-père comme juge du marquisat de Laroquebrou. 
Il adhère à la Franc-maçonnerie à Aurillac.
Il se maria en 1775 avec Marguerite Delzorts qui lui donna un fils et cinq filles dont l'une, Camille-Rose Hébrard du Fau (1785-1852) se maria en 1801 avec Chêne Pichot-Duclos (1785-1837), maire de Marmanhac, oncle d'Émile Duclaux (1840-1904).
Sa sœur Marianne Crespine Hébrard (1747-1826) se maria le 21 novembre 1769 avec Antoine Delzons (1743-1816).
En février 1789, il participe activement à l'assemblée générale des habitants d'Aurillac et sera entre autres chargé d'établir le résumé des doléances et de l'organisation des états provinciaux.

## Les États généraux
Il est désigné avec Pierre Bertrand, avocat au parlement et procureur du roi en l'hôtel de ville de Saint-Flour, François Armand, avocat à Aurillac, Devillas (Jean-Baptiste) (1750-1831), avocat au parlement, bailli de la ville de Pierrefort, Jean Daude, avocat du roi au bailliage de Saint-Flour et Antoine Lescurier de la Vergne, seigneur des Perriéres et de Pains, lieutenant général civil et criminel au bailliage royal des montagnes d'Auvergne, séant à Salers. comme représentant du tiers état pour les bailliages de Haute-Auvergne et de Carladès.

## La suite de sa carrière politique
Au tribunal d'Aurillac dont il devient président, il s'intéresse particulièrement aux biens nationaux. il fait saisir, vendre et disperser tous les biens de la famille de Montal en dépit des certificats de non émigration qu'ils produisaient. 
Il a fait l'objet d'au moins trois mandats d'arrêt pour des condamnations pour vol, concussion et escroquerie, mais qui furent toutes amnistiées par la Convention. 
Devenu très riche, vers la fin de sa vie, il feignit de se rapprocher de l'Église et de regretter ses brigandages.